# Halophila longissima
Halophila longissima är en mossdjursart som först beskrevs av Busk 1860.  Halophila longissima ingår i släktet Halophila och familjen Bugulidae. Inga underarter finns listade i Catalogue of Life.